# Pyrenaearia parva
Pyrenaearia parva es una especie de molusco gasterópodo de la familia Hygromiidae.

## Distribución geográfica
Es endémica de la Sierra del Cadí (España).  